# 晨边高地

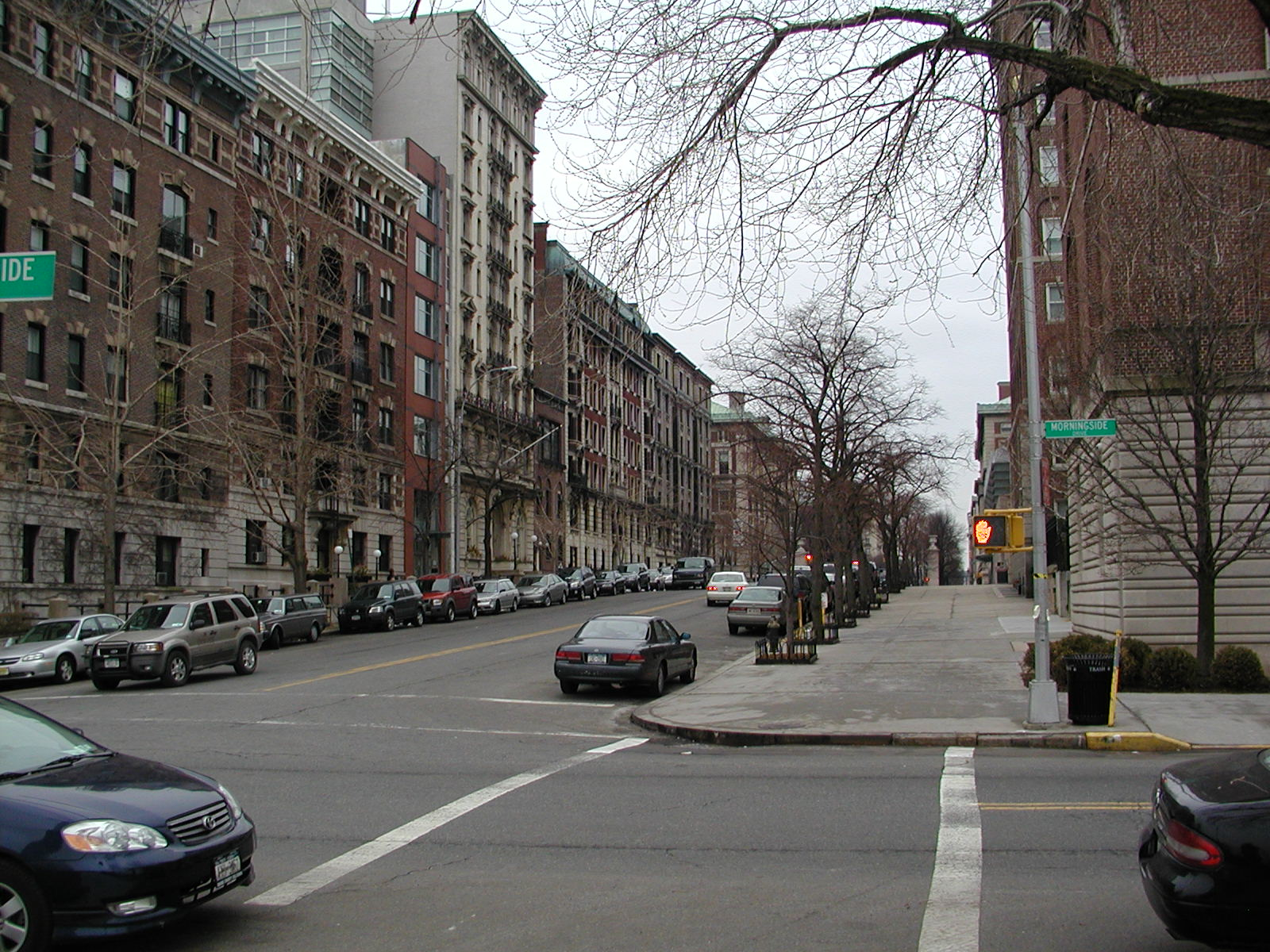
西116街哥伦比亚大学对面、介于晨边大道和阿姆斯特丹大道之间的住宅楼

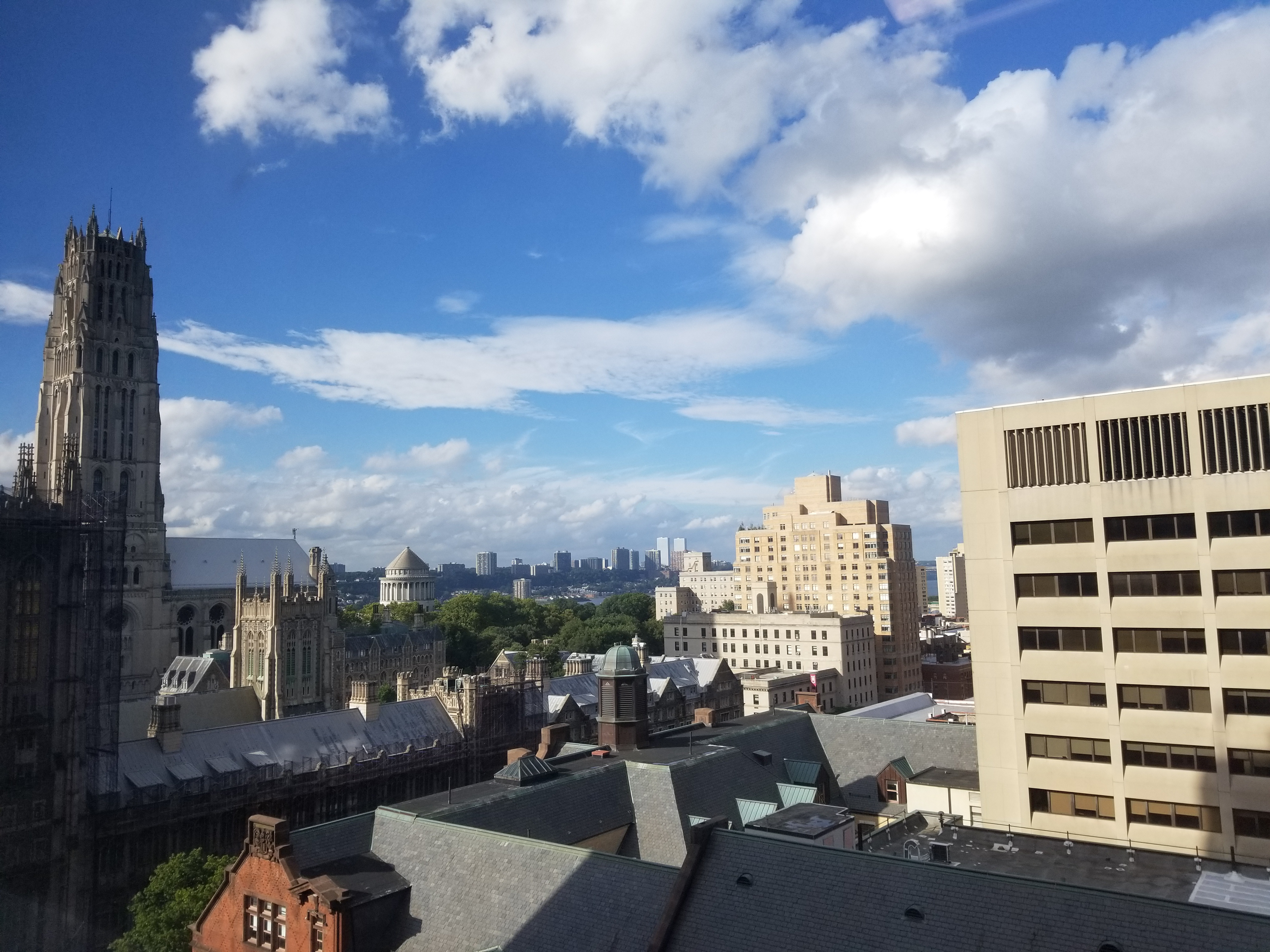
河滨教堂、协和神学院、格兰特陵园、樱花公园、国际公寓和師範学院

晨边高地（英語：Morningside Heights）是美国纽约市曼哈顿西北部的一个社区，主要以拥有師範学院、巴纳德学院、哥伦比亚大学、曼哈顿音乐学校、聖者約翰座堂、河滨教堂和圣路加-罗斯福医院等机构而著称。
晨边高地的南面是上西区，东面是晨边公园，北面是哈林區，西面是河滨公园。如果按照街道划分，则南到106街或110街，西到河滨大道，北到123街或125街，东到晨边大道或中央公园西ｘ路（110街以下）。主要干道是百老汇。